# Stała Loschmidta
Stała Loschmidta, liczba Loschmidta – koncentracja cząsteczek lub atomów gazu doskonałego w warunkach normalnych, czyli przy temperaturze 0 ºC i pod ciśnieniem 1 atm.

## Definicja formalna
Wartość stałej Loschmidta w układzie SI wynosi dokładnie:
{\displaystyle n_{0}=2{,}686780111\times 10^{25}\,\mathrm {m} ^{-3}.}
Ze względów historycznych jako jednostkę objętości często przyjmuje się 1 cm³, co prowadzi do równoważnej definicji:
{\displaystyle n_{0}=2{,}686780111\times 10^{19}\,\mathrm {cm} ^{-3}.}
Oficjalnym symbolem stałej Loschmidta jest {\displaystyle n_{0}}. W literaturze naukowej oznaczana jest także innymi symbolami, m.in. {\displaystyle n_{L},} {\displaystyle L_{0}} i {\displaystyle L}.

## Znaczenie
Ogromna wartość liczby Loschmidta oznacza, że nie jest możliwe wyznaczenie właściwości fizycznych układów makroskopowych poprzez rozwiązanie dynamicznych równań ruchu wszystkich cząstek tworzących ten układ. Alternatywne podejście, powszechnie stosowane we współczesnej nauce, polega na zastosowaniu metod statystycznych w celu redukcji liczby równań opisujących układ. Sukces metod statystycznych w fizyce wynika właśnie z ogromnej wartości liczby Loschmidta. Fluktuacje statystyczne liczby cząstek w jednostce objętości są bowiem rzędu {\displaystyle {\sqrt {n_{0}}},} skąd wynika, że ich wielkość w stosunku do wartości średniej jest rzędu {\displaystyle {\sqrt {n_{0}}}/n_{0}=1/{\sqrt {n_{0}}},} a więc jest bardzo mała dla dużych {\displaystyle n_{0}.} Np. fluktuacje liczby cząstek w jednym milimetrze sześciennym powietrza powodują wahania gęstości rzędu zaledwie jednej milionowej procenta i w większości zastosowań są zaniedbywalnie małe. Umożliwia to opisywanie układów makroskopowych za pomocą ciągłych pól skalarnych (np. gęstości), wektorowych (np. prędkości) i tensorowych (np. sprężystości) oraz niewielkiej liczby wiążących je równań różniczkowych.

## Pochodzenie nazwy
Nazwę „liczba Loschmidta” wprowadził Ludwig Boltzmann na cześć Johanna Josefa Loschmidta, austriackiego fizyka, który oszacował jej wartość w roku 1865, co umożliwiło mu podanie pierwszej w historii ilościowej oceny wielkości atomów. Początkowo oznaczała liczbę atomów lub cząsteczek gazu doskonałego w warunkach normalnych w objętości 1 cm³.

## Stała Loschmidta a stała Avogadro
Stała Loschmidta ma podobne znaczenie do stałej Avogadra. Obie te liczby wiąże zależność:
{\displaystyle n_{0}={\frac {N_{A}}{V_{0}}},}
gdzie:
{\displaystyle N_{A}} – stała Avogadra,
{\displaystyle V_{0}} – objętość 1 mola gazu doskonałego w warunkach normalnych ({\displaystyle V_{0}} = 22413,99 cm³/mol = 22,41399 dm³/mol).